# Transformada de Abel

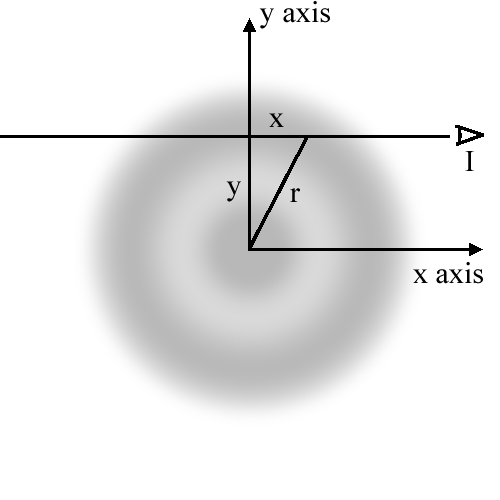
A transformada de Abel pode ser interpretada geometricamente como a projeção de uma função circularmente simétrica f(r) sobre uma linha situada a uma dada distância do eixo de simetria. O valor de f é ilustrado em tons de cinza.

Em Matemática, a Transformada de Abel, enunciada por Niels Henrik Abel, é uma transformada integral utilizada em análise de projeções de funções que apresentam simetria esférica ou axial, como, por exemplo, na estimativa da distribuição de massa em galáxias a partir de observações astronômicas, na obtenção da variação de parâmetros atmosféricos com a altitude a partir da ocultação de ondas de rádio pela Terra e na análise da imagem captada por uma câmara de TV que varre uma faixa estreita. Podem-se definir 4 versões diferentes para a transformação, denotadas aqui por {\displaystyle {\mathcal {A}}_{1}} a {\displaystyle {\mathcal {A}}_{4}}, cada uma delas sendo útil na solução de determinados problemas. Não há consenso na literatura a respeito da numeração a ser atribuída a cada versão.
A versão mais usada da transformada de Abel de uma função f(r) é dada por:
{\displaystyle F(y)=2\int _{y}^{\infty }{\frac {f(r)r\,dr}{\sqrt {r^{2}-y^{2}}}}.}
Assumindo f(r) indo a zero mais rapidamente que 1/r, a correspondente transformada inversa é dada por: 
{\displaystyle f(r)=-{\frac {1}{\pi }}\int _{r}^{\infty }{\frac {dF}{dy}}\,{\frac {dy}{\sqrt {y^{2}-r^{2}}}}.}
Essa versão é um caso especial da transformada de Radon bidimensional. Ela também pode ser relacionada com a transformada de Hankel e com a transformada de Fourier por meio do teorema da fatia central.
A transformada de Abel também está associada ao tema das transformadas fracionais, tendo sido Abel um dos primeiros a explorar o Cálculo Fracional. As equações integrais (fracionárias) de Riemann-Liouville e de Weyl podem ser resolvidas com ajuda da transformada de Abel, após a conveniente substituição de variáveis. Derivadas fracionárias aparecem frequentemente também na descrição da dinâmica da condução de calor em sólidos e da transmissão de sinais elétricos por cabos metálicos.

## Definições

### Origem
Abel foi o pioneiro no estudo das equações integrais, ao trabalhar, entre 1802 e 1809, com a chamada equação integral de Abel

{\displaystyle g(x)\;=\;\int _{0}^{x}{\frac {f(y)}{(x\;-\;y)^{\alpha }}}\;dy\qquad |x\;>\;0,\;0\;<\;\alpha \;<\;1\qquad (1a)}

com g(x) dada e f(x) incógnita. Essa é uma equação integral de Volterra do primeiro tipo; com α = ½, tem relevância na solução do problema da curva tautocrônica, o que foi o fato motivador da pesquisa original. Demonstra-se facilmente que 

{\displaystyle \int _{0}^{x}{\frac {f(y)}{(x\;-\;y)^{\alpha }}}\;dy\;=\;f(x)\;*\;{\frac {1}{x^{\alpha }}}\qquad (1b)}

onde * denota a operação de convolução. A equação de convolução resultante

{\displaystyle g(x)\;=\;f(x)\;*\;{\frac {1}{x^{\alpha }}}\qquad (1c)}

pode ser resolvida por meio da transformada de Laplace, resultando em

{\displaystyle g(x)\;=\;{\frac {\sin(\alpha \pi )}{\pi }}\left[{\frac {g(0+)}{x^{1-\alpha }}}\;+\;\int _{0}^{x}{\frac {{\frac {d}{dy}}\;g(y)}{(x\;-\;y)^{1-\alpha }}}\;dy\right]\qquad (1d)}

onde g(0+) é uma forma concisa de escrever o limite

{\displaystyle \lim _{x\to 0}\left[\int _{0}^{x}{\frac {f(y)}{(x\;-\;y)^{\alpha }}}\;dy\right]\qquad (1e)}

De forma mais genérica, outras equações integrais em que o integrando é ou pode ser levado, por meio de uma substituição de variáveis, à forma {\displaystyle {\frac {f(x)}{h(x-y)}}} são resolvidas pela mesma técnica. Por exemplo, a solução da equação mais geral

{\displaystyle g(x)\;=\;\int _{0}^{x}f(y)\cdot h(x\;-\;y)\;dy\qquad |h(u)\;=\;0\;/\;u\;<\;0\qquad (1f)}

é dada por

{\displaystyle g(x)\;=\;{\frac {d}{dy}}\left[\int _{0}^{x}g(y)\cdot h(x\;-\;y)\;dy\right]\;=\;g(0+)\cdot h(x)\;+\;\int _{0}^{x}\left[{\frac {d}{dy}}g(y)\right]\cdot h(x\;-\;y)\;dy\qquad (1g)}

e uma equação na forma

{\displaystyle g(x)\;=\;\int _{0}^{x}\phi (y)\cdot h(x^{2}\;-\;y^{2})\;dy\qquad (1h)}

com as substituições u = x2 e v = y2, se transforma na equação 

{\displaystyle g(x)\;=\;{\frac {1}{2}}\int _{0}^{u}{\sqrt {v}}\cdot \phi ({\sqrt {v}})\cdot h(u\;-\;v)\;dv\qquad (1i)}

que tem a forma da equação (1f), com {\displaystyle f(v)\;=\;{\frac {1}{2}}{\sqrt {v}}\cdot \phi ({\sqrt {v}})}, e a solução, portanto, é dada por (1g).

### Transformadas diretas e inversas
As 4 versões da transformada de Abel são as seguintes:
{\displaystyle {\mathcal {A}}_{1}\{f(x)\}\;=\;A_{1}(y)\;=\;2\int _{y}^{\infty }{\frac {x\cdot f(x)}{\sqrt {x^{2}\;-\;y^{2}}}}\;dx\qquad |\;y\;>\;0\qquad (2a)}

{\displaystyle {\mathcal {A}}_{2}\{f(x)\}\;=\;A_{2}(y)\;=\;\int _{y}^{\infty }{\frac {f(x)}{\sqrt {x^{2}\;-\;y^{2}}}}\;dx\qquad |\;y\;>\;0\qquad (2b)}

{\displaystyle {\mathcal {A}}_{3}\{f(x)\}\;=\;A_{3}(y)\;=\;\int _{0}^{y}{\frac {f(x)}{\sqrt {y^{2}\;-\;x^{2}}}}\;dx\qquad |\;y\;>\;0\qquad (2c)}

{\displaystyle {\mathcal {A}}_{4}\{f(x)\}\;=\;A_{4}(y)\;=\;2\int _{0}^{y}{\frac {x\cdot f(x)}{\sqrt {y^{2}\;-\;x^{2}}}}\;dx\qquad |\;y\;>\;0\qquad (2d)}.
A solução das equações integrais (2a) a (2d), sob a condição geral
{\displaystyle \lim _{y\to \infty }A_{k}(y)\;=\;0\qquad (4a)}
é dada pela respectiva transformada inversa de Abel:

{\displaystyle f(x)\;=\;{\mathcal {A}}_{1}^{-1}\{A_{1}(y)\}\;=\;-{\frac {1}{\pi x}}\left[{\frac {d}{dx}}\int _{x}^{\infty }{\frac {y\cdot A_{1}(y)}{\sqrt {y^{2}\;-\;x^{2}}}}\;dy\right]\;=\;-{\frac {1}{\pi }}\int _{x}^{\infty }{\frac {{\frac {d}{dy}}\;A_{1}(y)}{\sqrt {y^{2}\;-\;x^{2}}}}\;dy\qquad (3a)}

{\displaystyle f(x)\;=\;{\mathcal {A}}_{2}^{-1}\{A_{2}(y)\}\;=\;-{\frac {2}{\pi }}\left[{\frac {d}{dx}}\int _{x}^{\infty }{\frac {y\cdot A_{2}(y)}{\sqrt {y^{2}\;-\;x^{2}}}}\;dy\right]\;=\;-{\frac {2x}{\pi }}\int _{x}^{\infty }{\frac {{\frac {d}{dy}}\;A_{2}(y)}{\sqrt {y^{2}\;-\;x^{2}}}}\;dy\qquad (3b)}

{\displaystyle f(x)\;=\;{\mathcal {A}}_{3}^{-1}\{A_{3}(y)\}\;=\;{\frac {2}{\pi }}\left[{\frac {d}{dx}}\int _{0}^{x}{\frac {y\cdot A_{3}(y)}{\sqrt {x^{2}\;-\;y^{2}}}}\;dy\right]\;=\;{\frac {2\cdot A_{3}(0)}{\pi }}\;+\;{\frac {2x}{\pi }}\int _{0}^{x}{\frac {{\frac {d}{dy}}\;A_{3}(y)}{\sqrt {x^{2}\;-\;y^{2}}}}\;dy\qquad (3c)}

{\displaystyle f(x)\;=\;{\mathcal {A}}_{4}^{-1}\{A_{4}(y)\}\;=\;{\frac {1}{\pi x}}\left[{\frac {d}{dx}}\int _{0}^{x}{\frac {y\cdot A_{4}(y)}{\sqrt {x^{2}\;-\;y^{2}}}}\;dy\right]\;=\;{\frac {A_{4}(0)}{\pi x}}\;+\;{\frac {1}{\pi }}\int _{0}^{x}{\frac {{\frac {d}{dy}}\;A_{4}(y)}{\sqrt {x^{2}\;-\;y^{2}}}}\;dy\qquad (3d)}

A transformada {\displaystyle {\mathcal {A}}_{1}}, por ser um caso especial (o caso que apresenta  simetria circular) da transformada de Radon bidimensional, pode ainda ser invertida pela fórmula

{\displaystyle f(x)\;=\;{\mathcal {A}}_{1}^{-1}\{A_{1}(y)\}\;=\;-{\frac {1}{\pi }}\left[{\frac {d}{dx}}\int _{x}^{\infty }{\frac {x\cdot A_{1}(y)}{y{\sqrt {y^{2}\;-\;x^{2}}}}}\;dy\right]\qquad (3e)}

### O núcleo de Abel
A equação (2a) também pode ser escrita na forma 

{\displaystyle {\mathcal {A}}_{1}\{f(x)\}\;=\;A_{1}(y)\;=\;2\int _{0}^{\infty }f(x)\cdot k(x,y)\;dx\qquad k(x)\;=\;\left\{{\begin{matrix}0&:&x\;<\;y\\\\{\frac {2x}{x^{2}\;-\;y^{2}}}&:&x\;\geq \;y\end{matrix}}\right.\qquad (2e)}

que é a forma de uma transformada integral genérica. A função k(x) é chamada o núcleo de Abel.

## Propriedades

### Relação geral entre as transformadas
As diferentes versões da transformada de Abel mantêm entre si as seguintes igualdades:
{\displaystyle {\begin{matrix}{\mathcal {A}}_{1}\{f(x)\}\;=\;2{\mathcal {A}}_{2}\{x\cdot f(x)\}&\qquad &{\mathcal {A}}_{4}\{f(x)\}\;=\;2{\mathcal {A}}_{3}\{x\cdot f(x)\}\\\\{\mathcal {A}}_{1}\left\{{\frac {f(x)}{x}}\right\}\;=\;2{\mathcal {A}}_{2}\{f(x)\}&\qquad &{\mathcal {A}}_{4}\left\{{\frac {f(x)}{x}}\right\}\;=\;2{\mathcal {A}}_{3}\{f(x)\}\\\\f(x)\;=\;{\frac {2}{\pi }}{\frac {d}{dy}}{\mathcal {A}}_{1}\{y\cdot A_{1}(y)\}&\qquad &f(x)\;=\;-{\frac {2}{\pi }}{\frac {d}{dy}}{\mathcal {A}}_{2}\{y\cdot A_{2}(y)\}\end{matrix}}\qquad (4b)}

### O núcleo modificado de Abel
A função núcleo modificado de Abel K(y) dada por

{\displaystyle K(y)\;=\;\left\{{\begin{matrix}{\frac {1}{\sqrt {-y}}}&:&y\;<\;0\\\\0&:&y\;\geq \;0\end{matrix}}\right.\qquad (4c)}

possui a seguinte propriedade

{\displaystyle K(y)\;*\;\left(K(y)\;*\;\left[{\frac {d}{dy}}A_{3}(y)\right]\right)\;=\;-\pi A_{3}(y)\qquad (4d)}

(4d) pode ser reescrita em forma de operadores como
{\displaystyle \mathbf {K} \;*\;\mathbf {K} \;*\;\mathbf {\partial } \;=\;-\pi \cdot {\mathcal {A}}_{3}\qquad (4e)}

Ou seja, duas convoluções com a função núcleo modificado equivalem à inversa da diferenciação, isto é, a uma integração. Por isso, diz-se que uma convolução equivale a "meia integração". Essa propriedade leva diretamente aos conceitos de derivada fracional e de integral fracional.

### Primeiro momento
{\displaystyle \int _{^{-}\infty }^{\infty }A_{3}(y)\;dy\;=\;2\pi \int _{0}^{\infty }x\cdot f(x)\;dx\qquad (4f)}

### Valor inicial
{\displaystyle A_{3}(0)\;=\;2\int _{0}^{\infty }f(x)\;dx\qquad (4g)}

### Relação com as transformadas de Radon, de Hankel e de Fourier
Se uma função bidimensional f(x,y) possui simetria circular, podemos escrever f(x,y) = f(r). A transformada de Radon de f(r) será uma função apenas de ρ, e podemos fazer θ = 0 na fórmula de definição

{\displaystyle {\mathcal {R}}\{f(x,y)\}\;=\;\phi (\rho ,\theta )\;=\;\int _{-\infty }^{\infty }\int _{-\infty }^{\infty }f(x,y)\cdot \delta \left(\rho \;-\;x\cos(\theta )\;-\;y\sin(\theta )\right)\;dx\;dy}

onde {\displaystyle {\mathcal {R}}\{f(x,y)\}} é a transformada de Radon bidimensional de f(x,y), de forma a obter

{\displaystyle \phi (\rho )\;=\;2\int _{\rho }^{\infty }{\frac {u\cdot f(u)}{\sqrt {u^{2}\;-\;\rho ^{2}}}}\;du\qquad |\;\rho \;>\;0}

que é a definição da transformada de Abel {\displaystyle {\mathcal {A}}_{3}}.
Como {\displaystyle {\mathcal {A}}_{3}} é um caso especial de {\displaystyle {\mathcal {R}}}, vale o teorema da fatia central e podemos escrever, em forma de operadores
{\displaystyle {\mathcal {F}}_{1}{\mathcal {A}}_{3}\;=\;{\mathcal {F}}_{2}\qquad (4h)}
onde {\displaystyle {\mathcal {F}}_{n}} denota a transformada de Fourier de dimensão n. Essa propriedade é importante porque permite obter transformadas de Abel a partir de tabelas de transformadas de Fourier.
Finalmente, como a transformada de Hankel de ordem 0 {\displaystyle {\mathcal {K}}_{0}} é idêntica à transformada bidimensional de Fourier para a situação considerada, de simetria circular, e como a transformada de Hankel é sua própria inversa, podemos também escrever

{\displaystyle {\mathcal {F}}_{1}{\mathcal {A}}_{3}\;=\;{\mathcal {K}}_{0}\qquad \implies {\mathcal {A}}_{3}^{-1}\;=\;{\mathcal {K}}_{0}{\mathcal {F}}_{1}\qquad (4i)}.
A expressão (4i) é conhecida como o anel (ou o ciclo) de transformadas Abel-Fourier-Hankel (ing. Abel-Fourier-Hankel ring of transforms). Cumpre recordar que a função original f precisa apresentar simetria circular para que a transformação de Abel seja aplicada.

## Aplicações

### Solução de equações integrais fracionárias
A equação integral de Riemann-Liouville

{\displaystyle g(x)\;=\;{\frac {1}{\Gamma (\mu )}}\int _{0}^{x}{\frac {f(y)}{(x\;-\;y)^{\mu \;-\;1}}}dy\qquad (5a)}

onde Γ(x) é a função gama, é resolvida com ajuda da transformada de Abel {\displaystyle {\mathcal {A}}_{4}} após a substituição de variáveis x = u2 e y = v2, e fazendo α = ½. Com isso, (5a) se transforma em

{\displaystyle {\sqrt {\pi }}\cdot \left.g(u^{2})\right|_{\mu ={\frac {1}{2}}}\;=\;2\int _{0}^{u}{\frac {vf(v^{2})}{(u^{2}\;-\;v^{2})^{\frac {1}{2}}}}\;dv\qquad (5b)}

A equação integral de Weyl

{\displaystyle g(x)\;=\;{\frac {1}{\Gamma (\mu )}}\int _{x}^{\infty }{\frac {f(y)}{(y\;-\;x)^{\mu \;-\;1}}}dy\qquad (5c)}

mediante a mesma substituição de variáveis, se transforma em

{\displaystyle {\sqrt {\pi }}\cdot \left.g(u^{2})\right|_{\mu ={\frac {1}{2}}}\;=\;2\int _{u}^{\infty }{\frac {vf(v^{2})}{(v^{2}\;-\;u^{2})^{\frac {1}{2}}}}\;dv\qquad (5d)}

## Tabelas de transformadas de Abel
| {\displaystyle f(x)}                                                                     | {\displaystyle A_{1}(y)}                                                                               |
| ---------------------------------------------------------------------------------------- | --- |
| {\displaystyle \delta (x\;-\;a)}                                                         | {\displaystyle 2a\;{\frac {\chi \left({\frac {y}{a}}\right)}{\sqrt {a^{2}\;-\;y^{2}}}}}                |
| {\displaystyle {\frac {\chi \left({\frac {x}{a}}\right)}{\sqrt {a^{2}\;-\;x^{2}}}}}      | {\displaystyle \pi \cdot \chi \left({\frac {y}{a}}\right)}                                             |
| {\displaystyle \chi \left({\frac {x}{a}}\right)}                                         | {\displaystyle 2\;{\frac {\chi \left({\frac {y}{a}}\right)}{\sqrt {a^{2}\;-\;y^{2}}}}}                 |
| {\displaystyle \chi \left({\frac {x}{a}}\right)\cdot {\sqrt {a^{2}\;-\;x^{2}}}}          | {\displaystyle {\frac {\pi }{2}}\;\chi \left({\frac {y}{a}}\right)\cdot (a^{2}\;-\;y^{2})}             |
| {\displaystyle \chi \left({\frac {x}{a}}\right)\cdot (a^{2}\;-\;x^{2})}                  | {\displaystyle {\frac {4}{3}}\;\chi \left({\frac {y}{a}}\right)\cdot (a^{2}\;-\;y^{2})^{\frac {3}{2}}} |
| {\displaystyle \chi \left({\frac {x}{a}}\right)\cdot (a^{2}\;-\;x^{2})^{\frac {3}{2}}}   | {\displaystyle {\frac {3\pi }{8}}\;\chi \left({\frac {y}{a}}\right)\cdot (a^{2}\;-\;y^{2})^{2}}        |
| {\displaystyle \chi \left({\frac {x}{a}}\right)\cdot (a^{2}\;-\;x^{2})^{\frac {n-1}{2}}} | {\displaystyle C_{n}\;\chi \left({\frac {y}{a}}\right)\cdot (a^{2}\;-\;y^{2})^{\frac {n}{2}}}          |
| {\displaystyle {\frac {1}{a^{2}\;+\;x^{2}}}}                                             | {\displaystyle {\frac {\pi }{\sqrt {a^{2}\;+\;y^{2}}}}}                                                |
| {\displaystyle e^{-x^{2}}}                                                               | {\displaystyle {\sqrt {\pi }}\cdot e^{-y^{2}}}                                                         |
| {\displaystyle x^{2}e^{-x^{2}}}                                                          | {\displaystyle \left(y^{2}\;+\;{\frac {1}{2}}\right){\sqrt {\pi }}\cdot e^{-y^{2}}}                    |
| {\displaystyle sinc(2ax)}                                                                | {\displaystyle {\frac {1}{2a}}\cdot J_{0}\cdot sinc(2a\pi y)}                                          |
| {\displaystyle \cos(ax)}                                                                 | {\displaystyle -\pi \cdot y\cdot J_{1}(ay)}                                                            |
| {\displaystyle J_{0}(ax)}                                                                | {\displaystyle {\frac {2}{a}}\cos(ay)}                                                                 |
| {\displaystyle {\frac {1}{x}}J_{1}(ax)}                                                  | {\displaystyle {\frac {2}{ay}}\sin(ay)}                                                                |
| {\displaystyle {\frac {1}{x}}J_{2n}(2ax)}                                                | {\displaystyle -\pi \cdot J_{n}(ay)\cdot Y_{n}(ay)}                                                    |
| {\displaystyle {\frac {1}{x}}Y_{2n}(2ax)}                                                | {\displaystyle {\frac {\pi }{2}}\left[J_{n}^{2}(ay)\;-\;Y_{n}^{2}(ay)\right]}                          |

| {\displaystyle f(x)}                                                                           | {\displaystyle A_{2}(y)} |
| ---------------------------------------------------------------------------------------------- | --- |
| {\displaystyle {\frac {\chi \left({\frac {x}{a}}\right)}{\sqrt {a^{2}\;-\;x^{2}}}}}            | {\displaystyle {\frac {1}{a}}\cdot F\left({\frac {\pi }{2}},{\sqrt {1\;-\;{\frac {y}{a}}}}\right)\qquad \|\;y\;<\;a}                                                                    |
| {\displaystyle \chi \left({\frac {x}{a}}\right)}                                               | {\displaystyle \ln \left({\frac {a\;+\;{\sqrt {a^{2}\;-\;y^{2}}}}{y}}\right)\qquad \|\;y\;<\;a}                                                                                         |
| {\displaystyle \delta (x\;-\;a)}                                                               | {\displaystyle {\frac {1}{\sqrt {a^{2}\;-\;y^{2}}}}\qquad \|\;y\;<\;a} |
| {\displaystyle \chi \left({\frac {x}{a}}\right)\cdot {\sqrt {a^{2}\;-\;x^{2}}}}                | {\displaystyle a\cdot \left[F\left({\frac {\pi }{2}},{\sqrt {1\;-\;{\frac {y}{a}}}}\right)\;-\;E\left({\frac {\pi }{2}},{\sqrt {1\;-\;{\frac {y}{a}}}}\right)\right]\qquad \|\;y\;<\;a} |
| {\displaystyle {\frac {x^{2}\cdot \chi \left({\frac {x}{a}}\right)}{\sqrt {a^{2}\;-\;x^{2}}}}} | {\displaystyle a\cdot E\left({\frac {\pi }{2}},{\sqrt {1\;-\;{\frac {y}{a}}}}\right)\qquad \|\;y\;<\;a}                                                                                 |
| {\displaystyle (a\;-\;x)\cdot \chi \left({\frac {x}{a}}\right)}                                | {\displaystyle \ln \left({\frac {a\;+\;{\sqrt {a^{2}\;-\;y^{2}}}}{y}}\right)\;-\;{\sqrt {a^{2}\;-\;y^{2}}}\qquad \|\;y\;<\;a}                                                           |
| {\displaystyle \sin(ax)}                                                                       | {\displaystyle {\frac {\pi }{2}}\;J_{0}(ay)} |
| {\displaystyle x\cdot \cos(ax)}                                                                | {\displaystyle -{\frac {\pi }{2}}\cdot y\cdot J_{1}(ay)} |
| {\displaystyle x\cdot J_{0}(ax)}                                                               | {\displaystyle {\frac {1}{a}}\;\cos(ay)} |

| {\displaystyle f(x)} | {\displaystyle A_{3}(y)} |
| --- | --- |
| {\displaystyle {\frac {1}{\sqrt {a^{2}\;-\;x^{2}}}}} | {\displaystyle {\frac {1}{a}}\;F\left({\frac {\pi }{2}},{\frac {y}{a}}\right)\qquad \|\;y\;<\;a}                                                        |
| {\displaystyle \chi \left({\frac {x}{a}}\right)} | {\displaystyle \arcsin \left({\frac {a}{y}}\right)\qquad \|\;y\;>\;a}                                                                                   |
| {\displaystyle \delta (x\;-\;a)} | {\displaystyle {\sqrt {y^{2}\;-\;a^{2}}}\qquad \|\;y\;>\;a}                                                                                             |
| {\displaystyle {\sqrt {a^{2}\;-\;x^{2}}}} | {\displaystyle a\;E\left({\frac {\pi }{2}},{\frac {y}{a}}\right)\qquad \|\;y\;<\;a}                                                                     |
| {\displaystyle {\frac {x^{2}}{\sqrt {a^{2}\;-\;x^{2}}}}} | {\displaystyle a\cdot \left[F\left({\frac {\pi }{2}},{\frac {y}{a}}\right)\;-\;E\left({\frac {\pi }{2}},{\frac {y}{a}}\right)\right]\qquad \|\;y\;<\;a} |
| {\displaystyle (a\;-\;x)} | {\displaystyle {\frac {a\pi }{2}}\;-\;y\qquad \|\;y\;<\;a}                                                                                              |
| {\displaystyle \cos(ax)} | {\displaystyle {\frac {\pi }{2}}\;J_{0}(ay)} |
| {\displaystyle x\cdot \sin(ax)} | {\displaystyle {\frac {\pi }{2}}\cdot y\cdot J_{1}(ay)}                                                                                                 |
| {\displaystyle x\cdot J_{0}(ax)} | {\displaystyle {\frac {1}{a}}\;\sin(ay)} |
| {\displaystyle J_{2n}(ax)} | {\displaystyle {\frac {\pi }{2}}\cdot \left[J_{n}\left({\frac {ay}{2}}\right)\right]^{2}}                                                               |
| {\displaystyle x^{n+1}\cdot J_{n}(ax)} | {\displaystyle {\sqrt {\frac {\pi }{2a}}}\;y^{n+{\frac {1}{2}}}\cdot J_{n+{\frac {1}{2}}}(ay)}                                                          |
| onde: - {\displaystyle \chi (x)\,} é a função indicadora para o círculo de raio unitário - {\displaystyle \delta (x)\,} é a função impulso unitário - {\displaystyle sinc(x)\,} é a função seno cardinal - {\displaystyle J_{n}(x)\,} é a função de Bessel de primeira espécie de ordem n - {\displaystyle Y_{n}(x)\,} é a função de Bessel de segunda espécie de ordem n - {\displaystyle F(x)\,} é a integral elíptica de primeira espécie - {\displaystyle E(x)\,} é a integral elíptica de segunda espécie - {\displaystyle C_{n}\,} é o valor da integral {\displaystyle 2\int _{0}^{\frac {\pi }{2}}\cos ^{n}(x)\;dx} - {\displaystyle a\in {\mathcal {R}}\;\|\;a\;>\;0} - {\displaystyle n\in {\mathcal {N}}} | |